# 소련의 국기

소련의 국기

소련의 국기 뒷면 (1980~1991년)

소련의 국기(Государственный флаг СССР)는 국가가 수립된 1922년부터 국가가 해체된 1991년까지 사용되었으며, 가로와 세로의 비율은 2:1이다. 빨간색 바탕에 깃대 쪽으로 노란색 낫과 망치가 그려져 있다. 낫과 망치 위쪽에는 노란색 테두리를 두른 붉은 별이 그려져 있다. 별은 공산당, 노동자의 단결을 뜻하며 낫은 농민을, 망치는 노동자를 뜻한다.

## 그 외의 기

소비에트 사회주의 공화국 연방전쟁기
소비에트 사회주의 공화국 연방전쟁기 (뒷면)
소비에트 사회주의 공화국 연방해군기
소비에트 사회주의 공화국 연방함수기
소비에트 사회주의 공화국 연방공군기

## 과거의 국기

초기의 비공식 국기
소련의 국기 (1922년 12월 ~ 1923년 11월 12일)
소련의 국기 (1923년 11월 12일 ~ 1924년 4월 18일)
소련의 국기 (1924년 4월 18일 ~ 1936년 12월 5일)
소련의 국기 (1936년 12월 5일 ~ 1955년 8월 19일)
소련의 국기 (1955년 8월 19일 ~ 1980년 10월 23일)

## 같이 보기
- 러시아의 국기
- 소련의 공화국의 국기
- 낫과 망치
- 적기
- 붉은 별
- 소련의 국장